# Château du Liebfrauenberg

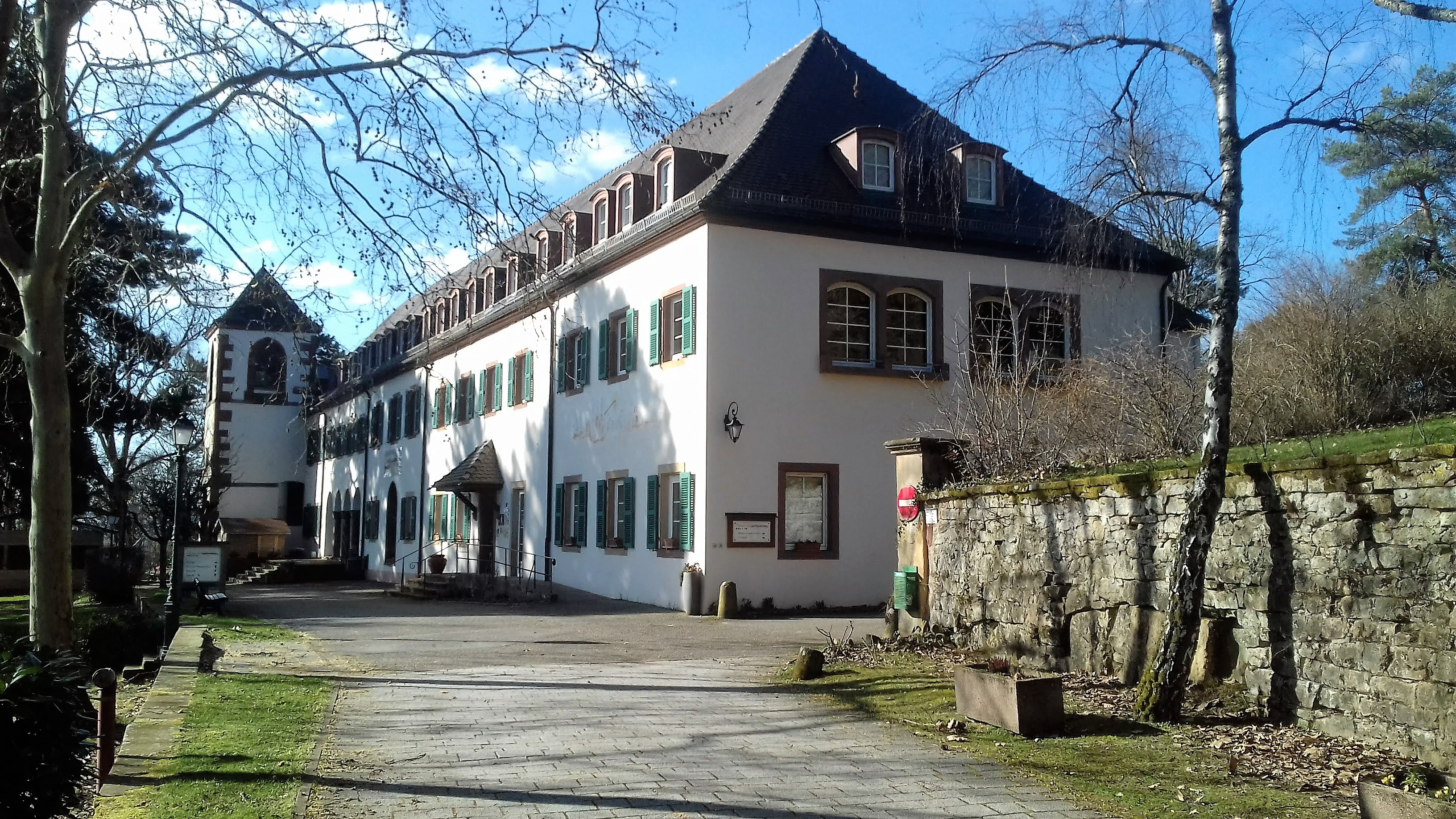
Das Hauptgebäude mit der Kapelle

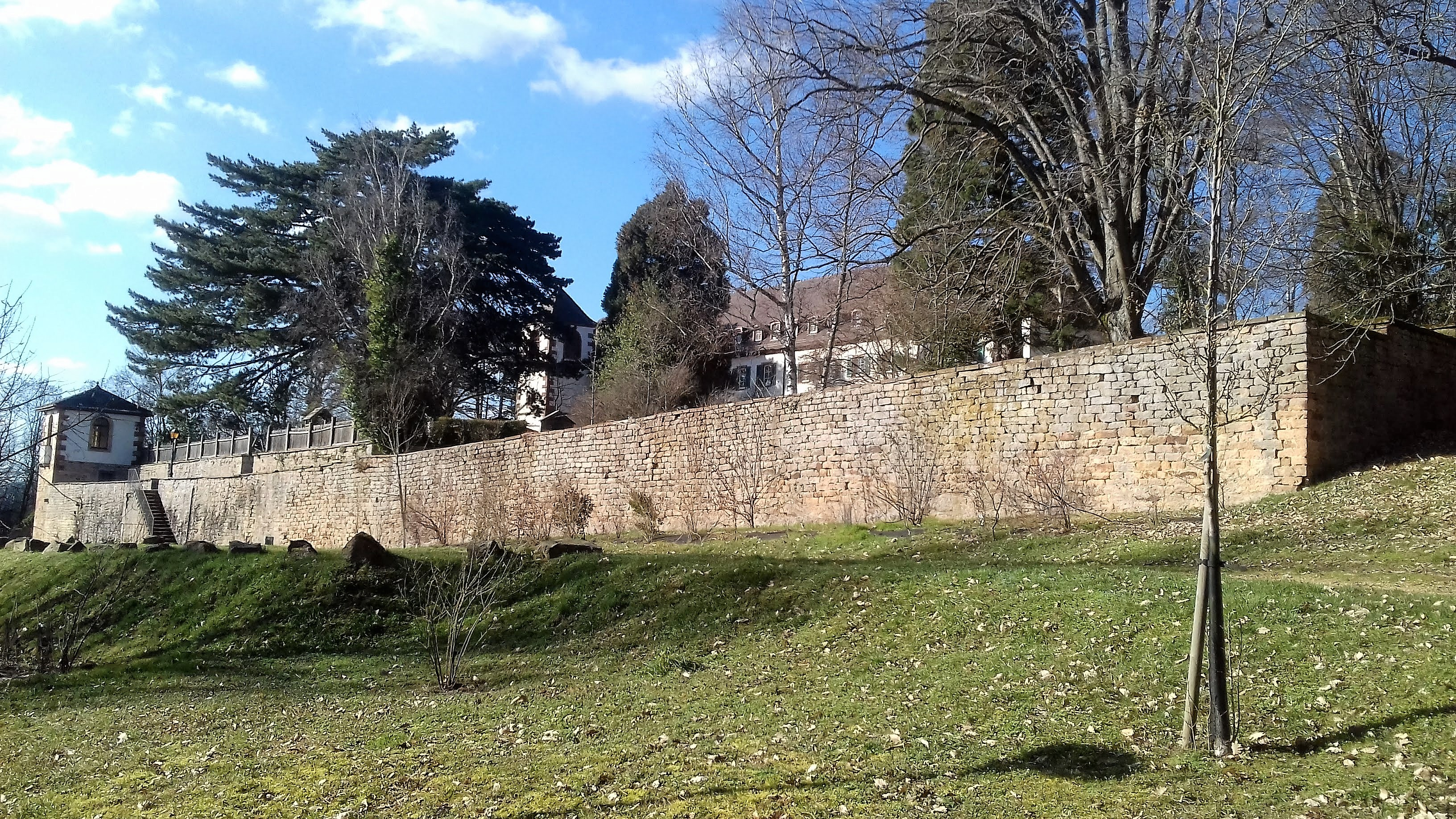
Gesamtansicht

Das Château du Liebfrauenberg ist ein ehemaliges Franziskaner-Kloster bei Gœrsdorf im Nordelsass, eine heutige protestantische Begegnungs- und Bildungsstätte und seit 2012 auch ein Hotel mit Restaurant. Es liegt im Regionalen Naturpark Vosges du Nord am Waldrand oberhalb des Dorfs über dem Tal der Sauer an der rue du château.

## Klostergeschichte
Bereits im frühen Mittelalter war der Berg ein rege besuchter Marienwallfahrtsort. Nachdem ein Hirte dort in einem hohlen Eichenstamm eine als Mater Dei gedeutete Frauenstatue gefunden hatte, wurde dort im 13. Jahrhundert eine Pilgerkapelle zu Marias Ehren errichtet. 1384 wurde an die Kapelle ein massiver Glockenturm angebaut; die Grundmauern sind noch heute erhalten.

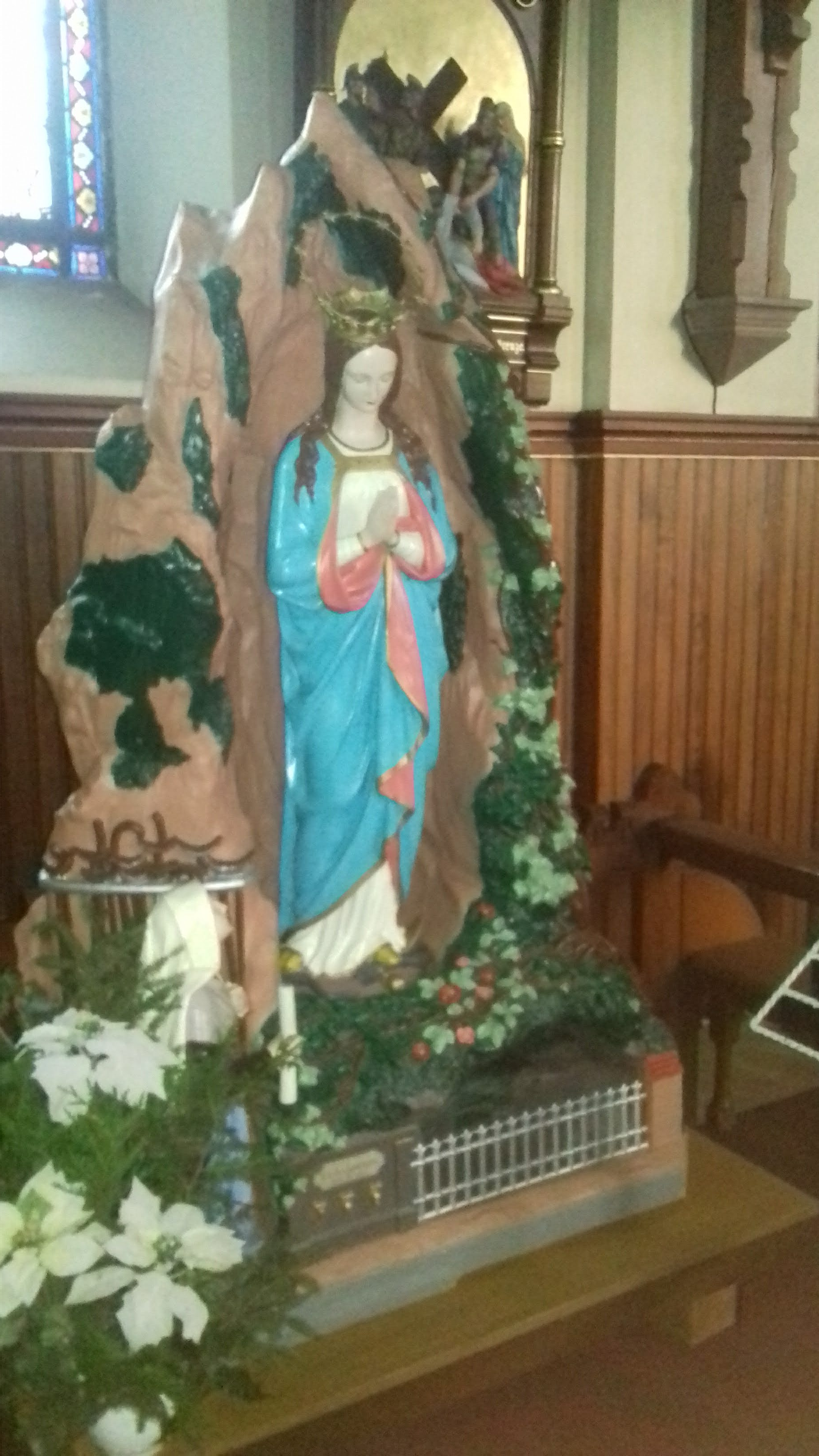
Mariendarstellung, heute in der katholischen Kirche von Gœrsdorf

Im Jahre 1480 starb Jakob von Lichtenberg, das letzte männliche Mitglied des Hauses Lichtenberg, und das Amt Wörth, und damit auch Görsdorf und die Kapelle, kam über seine Nichte Elisabeth von Lichtenberg (* 1444; † 1495) an Graf Simon IV. Wecker von Zweibrücken-Bitsch. Dessen Sohn und Nachfolger, der 1499–1532 regierende Graf Reinhard von Zweibrücken-Bitsch, der 1518 nach einer Wallfahrt zur Pilgerstätte dort von seiner Lähmung geheilt worden sein soll, ließ die Kapelle zur dreischiffigen Basilika mit 14 Säulen ausbauen und den Schlussstein des ursprünglichen Heiligtums auf den neuen Bau übertragen; dieser ist noch heute im erhaltenen Glockenturm zu sehen. Im Chor wurde eine aus dem 15. Jahrhundert stammende Marienstatue ausgestellt; sie wird heute in der katholischen Kirche in Gœrsdorf aufbewahrt. Danach nahm die Zahl der Pilger erheblich zu; sie kamen hauptsächlich aus dem Elsass, Baden, Lothringen und der Pfalz.
1570 erbte Graf Philipp V. von Hanau-Lichtenberg auf Grund seiner 1560 geschlossenen Ehe mit Ludovica Margaretha (1540–1569), Erbtochter Jakobs (1510–1570), des letzten Grafen von Zweibrücken-Bitsch, die zweite – nicht bereits durch Hanau-Lichtenberg regierte – Hälfte der Herrschaft Lichtenberg (d. h. das Amt Wörth) sowie die Herrschaft Bitsch und die Herrschaft Ochsenstein. Philipp V. führte 1571 die Reformation im Amt Wörth ein und ließ, da er die Wallfahrten auf den Liebfrauenberg missbilligte, die Kirche im Jahre 1580 abreißen und die Steine zum Bau der protestantischen Kirche in Morsbronn nutzen. Lediglich der Glockenturm wurde belassen. Die Marienstatue wurde ins Kloster Biblisheim gebracht und dort verehrt, bis es wieder im 18. Jahrhundert den Liebfrauenberg beziehen konnte.
Dennoch blieb die Marienverehrung auf dem „Berg“ in der Bevölkerung weiterhin sehr beliebt. Da das Amt Wörth durch die Reunionspolitik Frankreichs unter König Ludwig XIV. gegen Ende des 17. Jahrhunderts unter französische Oberhoheit kam, wurde das Simultaneum 1684 eingeführt und somit endeten die bisherigen Beschränkungen für die Anhänger des katholischen Bekenntnisses. Daraufhin wurde während der Regierungszeit des letzten Grafen aus dem Hause Hanau, Johann Reinhard III. (1665–1736), die Wallfahrtskirche im Jahre 1717 von den Minoriten aus Hagenau wieder aufgebaut; sie brachten auch die Marienstatue zurück. Nach dem Tod Johann Reinhards fiel das Erbe, und damit auch Görsdorf, 1736 an den Sohn seiner einzigen Tochter, Charlotte, den Erbprinzen und späteren Landgrafen Ludwig (IX.) von Hessen-Darmstadt. Dieser genehmigte 1737 die Ansiedlung von Franziskaner-Minoriten (frz.: „Cordeliers“) und die Gründung eines kleinen Konvents und eines Hospizes auf dem Liebfrauenberg.

## Weltliche Nutzung

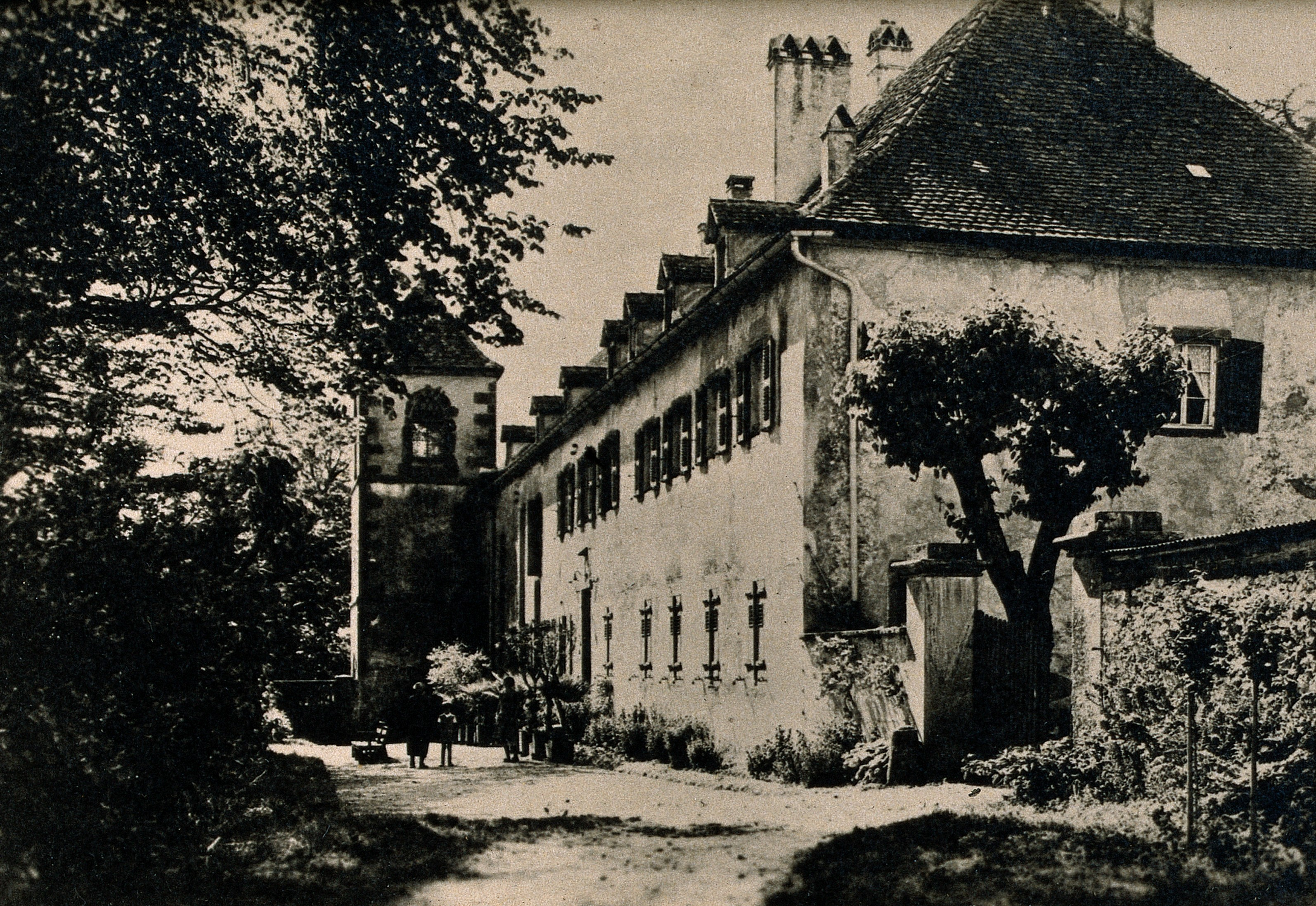
Boussingaults Sommerhaus, die ehemalige Abtei Liebfrauenberg

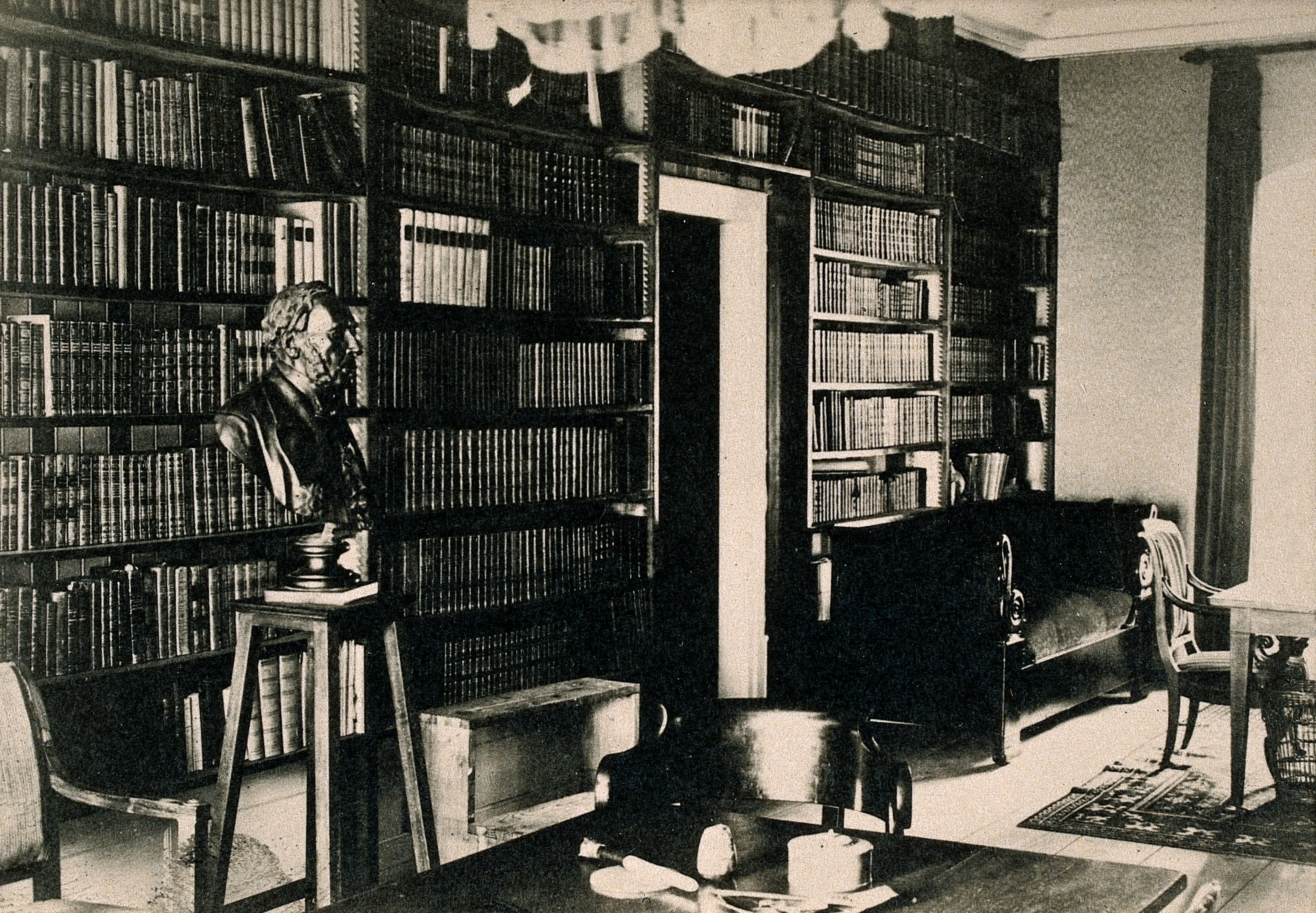
Boussingaults Arbeitszimmer auf dem Liebfrauenberg

In der Folge der Französischen Revolution wurden die Pilgerfahrten auf den Liebfrauenberg abgeschafft, die Mönche vertrieben, das kleine Kloster aufgelöst und der Besitz als „Nationaleigentum“ versteigert. Nach mehreren Eigentümerwechseln erwarb 1825 Joseph Achille Le Bel, Bergwerksbesitzer in dem etwa 5 km entfernten Pechelbronn, das Anwesen. Bei seinem Tod 1842 erbte es seine Tochter Adèle. Deren Ehemann, der Chemiker und Agrarwissenschaftler Jean Baptiste Boussingault (1802–1887), baute es als Familienresidenz und persönliches Labor aus, wo er während der Sommermonate seinen Forschungen nachging. Die einstigen Mönchszellen wurden zu großen Wohn- und Schlafräumen umgebaut, aus der Kapelle wurde das Laboratorium und das Kirchenschiff diente als Warenlager.

## Heutige Nutzung
Das Anwesen blieb im Besitz seiner Nachkommen, bis es 1954 auf Empfehlung des Protestantischen Jugendwerks für das Nordelsass von der „Association des Amis de la Maison de l’Eglise“ gekauft und wieder kirchlichen Zwecken geweiht wurde. Die Protestantische Kirche Augsburgischen Bekenntnisses von Elsass und Lothringen übernahm die Schirmherrschaft. Die Anlage wurde grundlegend renoviert und in ein evangelisches Begegnungs- und Bildungsheim umgewandelt, genutzt vor allem für die Jugendarbeit der zwei in der Union Protestantischer Kirchen von Elsass und Lothringen zusammengeschlossenen evangelischen Kirchen im Elsass.
Die Anlage wurde zunehmend auch von Familien und Einzelreisenden genutzt, die ihre Ferienzeit ganz oder teilweise in dem Haus verbrachten. Dieser Entwicklung Rechnung tragend, wurde die Anlage 2011/12 dergestalt umgebaut, dass sie seitdem als Hotel (mit Restaurant) betrieben wird und auch nichtkirchlichen Besuchern offen steht. Das Château du Liebfrauenberg ist heute ein offenes Haus für Begegnung, Firmenfortbildungen, touristische Angebote und Schullandheimaufenthalte.
2021 musste der Träger Konkurs anmelden, die Zukunft der Institution ist ungewiss.
Koordinaten: 48° 57′ 28″ N, 7° 45′ 59″ O